# Ostenfelde
Ostenfelde is een dorp in de gemeente Ennigerloh met ongeveer 2500 inwoners. Het dorp ligt ten noordoosten van Ennigerloh in het district Warendorf in de Duitse deelstaat Noordrijn-Westfalen. Het dorp wordt ook nu nog gedomineerd door de landbouw. Ostenfelde staat bekend als de geboorteplaats van de wiskundige Karl Weierstrass. 

## Geschiedenis
- Zo rond 900 wordt het huidige Ostenfelde genoemd in een goederenlijst van het klooster Werden aan de Ruhr onder de naam Astonfelde.
- In de periode tussen 1022 en 1032 is waarschijnlijk de parochie Ostenfelde gesticht, die in het jaar 1177 voor het eerst in een oorkonde wordt genoemd.
- Op 1 januari 1975 ging Ostenfelde op in de gemeente Ennigerloh.

## Geboren
- Karl Weierstrass (1815-1897), wiskundige

## Afbeeldingen

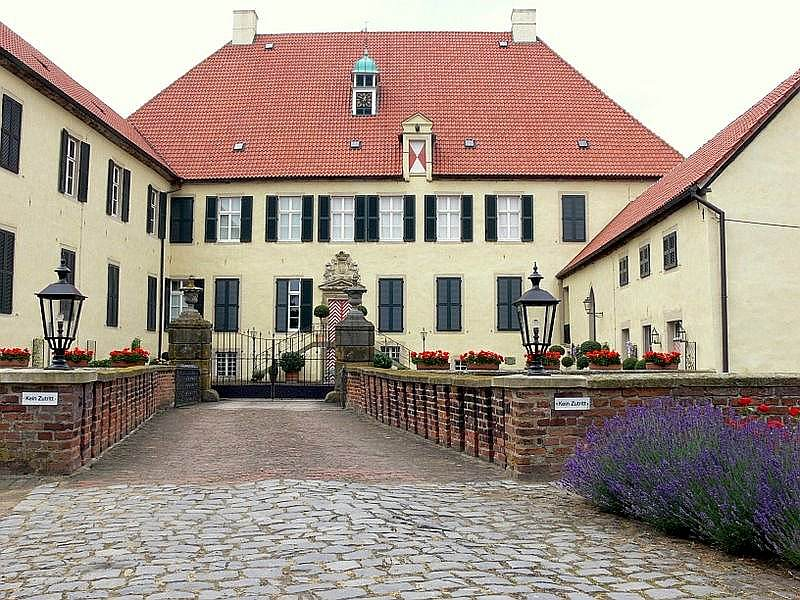
Kasteel Vornholz bij Ostenfelde (niet te bezichtigen)